# Индивидуальный перевязочный пакет

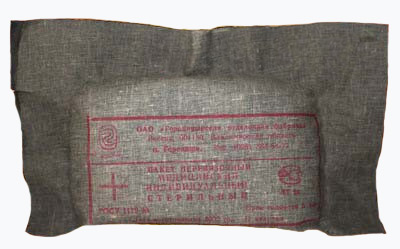
Пакет перевязочный индивидуальный (в упаковке)

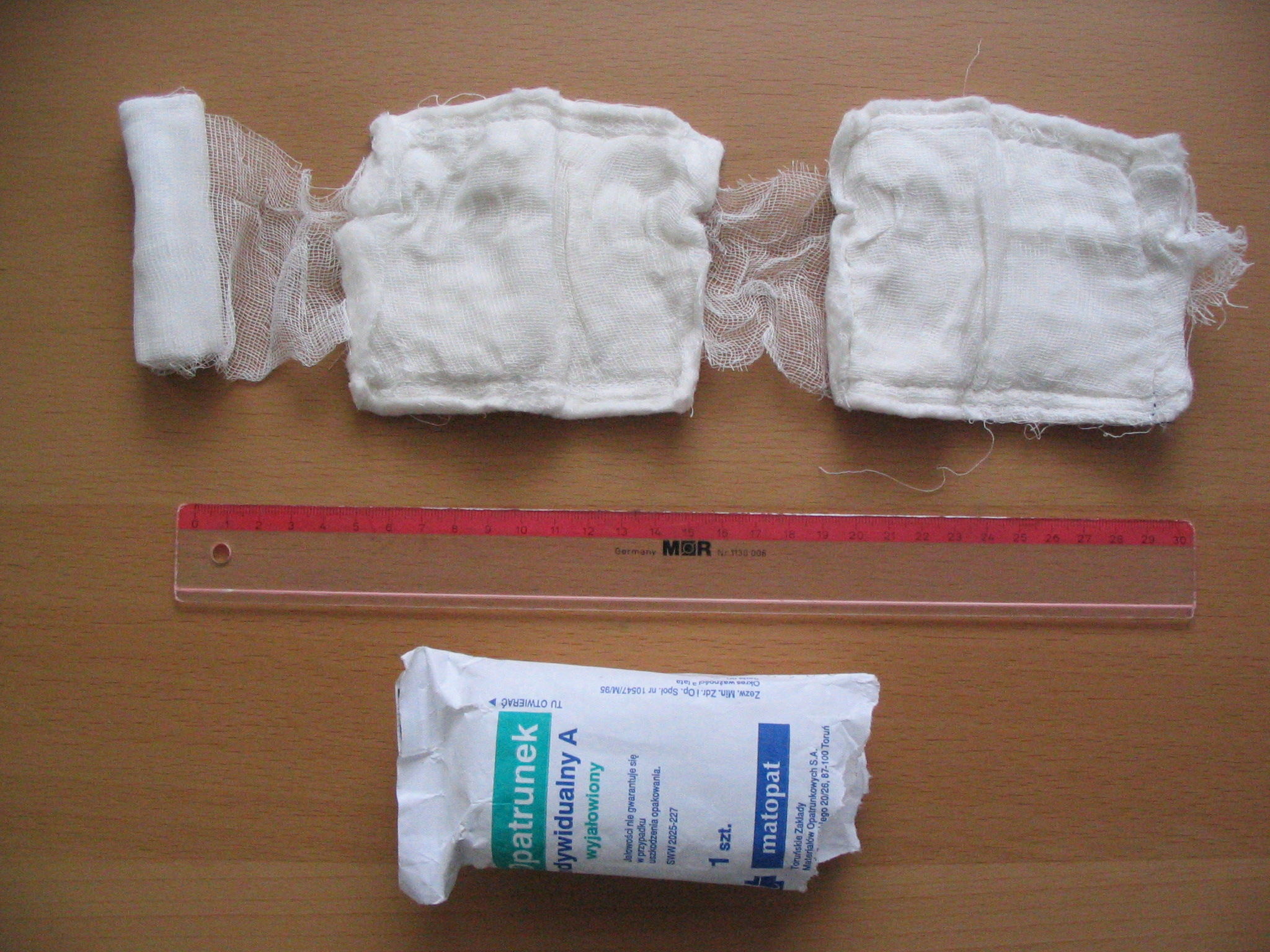
Пакет перевязочный индивидуальный польского производства (в раскрытом виде)

Паке́т перевязочный индивидуа́льный (ППИ) — заключённый в защитную полимерную (или прорезиненную) оболочку стерильный комплект перевязочного материала, предназначенный для оказания первой помощи, само- и взаимопомощи для наложения окклюзионной повязки на грудную клетку при проникающих ранениях грудной клетки, также возможно использование при других ранениях и ожогах. В полевых условиях пакет имеется в снаряжении каждого военнослужащего, в том числе каждого медицинского работника. Запас ППИ находится в сумке медицинской санитара и медицинской войсковой сумке (СМВ). Гарантийный срок хранения пакета — 5 лет.

## Состав пакета
Пакет перевязочный индивидуальный ППИ-1 состоит из марлевого бинта (10 см × 7 м) и двух ватно-марлевых подушечек (17,5 × 32 см), одна из которых фиксирована на расстоянии 12—17 см от конца бинта, а другую можно передвигать по бинту на нужное расстояние. Бинт с ватно-марлевыми подушечками завёрнут в пергаментную бумагу, в складку которой вложена безопасная булавка, и упакован в герметическую наружную оболочку из прорезиненной ткани, стойко сохраняющую стерильность содержимого. На оболочке пакета напечатана краткая инструкция и дата изготовления.

## Способ применения
Разорвать прорезиненную оболочку пакета по надрезу кромки, извлечь бумажный сверток, вынуть булавку и развернуть бумагу. Затем одной рукой взять конец бинта, другой — его скатку и развести руки так, чтобы подушечки развернулись и расправились. Касаться руками подушечек можно только со стороны, отмеченной цветной ниткой. Обратная их сторона должна оставаться стерильной. При наложении повязки подушечки стерильной стороной накладывают на рану или ожог в два слоя (одна на другую) или рядом (в один слой), если рана (площадь ожога) велика. При сквозном ранении одно отверстие закрывают неподвижной подушечкой, другое — подвижной, перемещаемой по бинту. Подушечки прибинтовывают и конец бинта закрепляют булавкой.
При необходимости упаковка из прорезиненной ткани может быть использована для герметизации раневых каналов (например, при проникающем ранении грудной полости). В этом случае она накладывается на рану стерильной (внутренней) стороной.
Перевязочные пакеты с поврежденной наружной оболочкой для наложения асептической повязки непригодны.